# Phil Hall (scriitor american)
Phil Hall (n. 12 octombrie 1964, New York City, New York, SUA) este un scriitor și critic de film american.

## Biografie

### Activitatea publicistică
Hall este redactor al publicației online Cinema Crazed și a contribuit cu articole pe teme de cinematografie la revista online Film Threat⁠(d). A publicat mai multe cărți despre filme, printre care The Encyclopedia of Underground Movies: Films from The Fringes of Cinema (2004), Independent Film Distribution (2006), The History of Independent Cinema⁠(d) (2009), The Greatest Bad Movies of All Time (2013), In Search of Lost Films (2016), The Weirdest Movie Ever Made: The Patterson-Gimlin Bigfoot Film (2018), Jesus Christ Movie Star (2021) și 100 Years of Wall Street Crooks (2022). El a scris, de asemenea, articole pe teme cinematografice pentru The New York Times, New York Daily News și American Movie Classics Magazine. Hall este membru al asociației profesionale Online Film Critics Society⁠(d).
A lucrat, de asemenea, ca redactor și analist financiar al site-ului Profit Confidential și apoi ca redactor senior pe teme de afaceri al publicației Westchester and Fairfield County Business Journal, editate de Westfair Communications. În plus, a scris articole pentru asociația Progress in Lending, pentru două reviste bancare, Secondary Marketing Executive și Servicing Management, și pentru site-ul de știri cotidiene MortgageOrb.
A realizat, de asemenea, o adaptare pentru teatru radiofonic a romanului Moby-Dick al lui Herman Melville, care a fost reprezentată în cadrul serialului radiofonic Nutmeg Junction și apoi a fost publicată în format carte electronică.

### Alte activități
Hall este directorul Festivalului de Film Underground din New England, un eveniment anual organizat în Connecticut. A fost directorul Festivalului de Film Underground din New Haven⁠(d) în 2008, și anterior a contribuit la organizarea Festivalului de Film Light+Screen din New York. Hall a fost, de asemenea, membru al Comitetului de conducere al asociației profesionale Online Film Critics Society⁠(d). El este, de asemenea, gazda podcastului SoundCloud The Online Movie Show with Phil Hall.
În perioada 1994–2004 a îndeplinit funcția de președinte al Open City Communications, o agenție de relații publice din New York.

### Apariții în filme
Un scurtmetraj documentar de 20 de minute, intitulat A Writer Named Phil Hall și realizat de Leszek Drozd, îl prezintă pe Hall vorbind despre cariera sa în mass-media, despre cărțile pe care le-a scris și despre sfaturile sale pe care le are pentru tinerii scriitori care doresc să-și facă o carieră.
Hall a apărut, de asemenea, ca actor în câteva filme independente, printre care seria de comedii de groază Bikini Bloodbath⁠(d) (2006–2009), Rudyard Kipling's Mark of the Beast (2012) și comedia Monochromia (2013) a lui Michael Legge⁠(d).